# Слагельсе
Слаге́льсе (дат. Slagelse) — город в коммуне Слагельсе области Зеландия (Дания), административный центр коммуны Слагельсе. Население — 31918 человек (2010).

## История
Слагельсе является одним из старейших городов Дании. В XI веке здесь находился монетный двор, город был важным торговым центром.
В XIX веке в местной школе будучи ребёнком учились Ханс Кристиан Андерсен и Христиан-Гвид Бредаль. Другим уроженцем города был крупный математик Нильс Эрик Нёрлунд.

## Достопримечательности
В центре города расположена построенная в 1300 году Церковь святого Михаила — одна из старейших кирпичных церквей Дании.
Примерно в 7 км к западу от города находится древнее укрепление викингов Треллеборг.

## Известные уроженцы
- Цейзе, Уильям Кристофер (1789—1847) — датский химик-органик. Один из пионеров металлоорганической химии.